# 久欽·土登南嘉

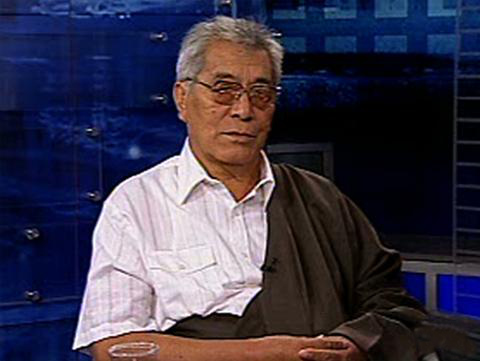
久钦·土登南嘉

久钦·土登南嘉（藏語：འཇུ་ཆེན་ཐུབ་བསྟན་རྣམ་རྒྱལ་，威利转写：'ju chen thub bstan rnam rgyal，藏语拼音：Juchen Thupten Namgyal，1929年—2011年8月31日），原西藏流亡政府总理（噶伦赤巴）。

## 生平
久钦·土登南嘉出生于康区德格，早年曾前往拉萨、萨迦学法。1955年时加入四水六岗卫藏志愿军，并曾两次作为志愿军代表前往拉萨向西藏政府表达对中共侵略的不满。1959年藏区骚乱时曾带领200多人守卫达赖喇嘛的夏宫罗布林卡。
后流亡至印度，1972年当选西藏人民议会康区议员，1974年出任西藏人民议会议长。1976年起任外交部噶伦（外交部长），并曾于1979年、1982年、1984年三度代表达赖喇嘛与流亡政府前往西藏与北京，与中国政府接触。后又出任流亡政府第六、七届噶伦赤巴。
2011年8月31日在新德里逝世，享年82岁。